# Осен (Силістринська область)
О́сен (болг. Осен) — село в Силістринській області Болгарії. Входить до складу общини Главиниця.

## Населення
За даними перепису населення 2011 року у селі проживали 117 осіб, з них 114 осіб (97,4%) — болгари.
Розподіл населення за віком у 2011 році:
Динаміка населення: